# Hackenbush
Hackenbush – dwuosobowa gra matematyczna.

## Opis gry

Hackenbush girl

Do gry potrzebny jest obramowany rysunek, na którym wyraźnie zaznaczone są odcinki krzywych. Wszystkie odcinki na rysunku muszą być połączone pośrednio lub bezpośrednio z ramką. Gracze na przemian wykonują swoje ruchy. Ruch polega na zmazaniu (lub pokolorowaniu) jednego odcinka rysunku. Jeżeli w wyniku tego ruchu pewna część rysunku „odpadnie” od ramki, to tę część zmazujemy (kolorujemy). Przegrywa ten z graczy, który nie może wykonać ruchu, ponieważ przeciwnik usunął wszystkie linie lub pozostawił tylko linie własnego koloru.
Red-Blue Hackebush wiąże się z liczbami nadrzeczywistymi, a po dodaniu koloru zielonego pojawiają się m.in. nimliczby.

## Rodzaje gry
Wyróżnia się następujące odmiany gry:
- Green Hackenbush – całość pomalowana jest na jeden kolor. Każdy z graczy może odcinać dowolną krawędź
- Red-Blue Hackenbush – całość pomalowana jest na dwa kolory (czerwony i niebieski). Pierwszy gracz może zmazywać tylko czerwone linie, drugi – tylko niebieskie.
- Red-Green-Blue Hackenbush – j.w., tylko dla 3 kolorów – zielone linie mogą być zmazywane przez obu graczy